# 目黒区立下目黒小学校
目黒区立下目黒小学校（めぐろくりつしもめぐろしょうがっこう）は、東京都目黒区目黒2丁目にある公立小学校。目黒区民センター、目黒川に隣接している。最寄り駅は目黒駅。校舎は本校舎とプール棟に分かれている。今後、建て替えが行われる予定。現在の校長は、ホームページによると守屋校長。PTAの活動が積極的。評価も良い。

## 沿革
- 1878年（明治11年）6月15日 - 第一大学区第二中学区第33番公立小学目黒学校として開校。
- 2006年（平成18年） - 校庭が芝生化される

## 中学校校区
- 目黒区立第三中学校